# Jitō (keizerin)
Jitō (Japans: 持統天皇, Jitō-tennō) (645 – 703) was keizerin van Japan van 686 tot 697. Ze was de 41e keizer(in) van Japan volgens de traditionele opvolgvolgorde.

## Het leven van Jitō
Jitō werd geboren in het eerste jaar van de Taikaperiode (645) als prinses Unonosarara (soms  afgekort tot Uno), de tweede dochter van  keizer Tenji  en Ochi-no-Iratsume. Zij was gehuwd met keizer Tenmu, de broer van keizer Tenji. Na zijn dood nam zij, als nieuwe keizer op 41-jarige leeftijd, alle administratieve taken op haar. Haar belangrijkste adviseur was Fujiwara no Fuhito.
Hoewel keizer Tenmu 17 kinderen had bij 10 verschillende vrouwen, werd uiteindelijk beslist dat zijn tweede zoon, kroonprins Kusakabe hem zou opvolgen. Toen keizer Tenmu ziek werd, gaf hij alle macht door aan Jitō  en prins Kusakabe. Toch besteeg deze laatste de troon niet na de dood van zijn vader. Hij had de begrafenis en de bouw van zijn vaders graf geregeld, maar hij stierf voor de voltooiing van het graf op 28-jarige leeftijd. De volgende troonopvolger werd dus diens zoon, Karu-no-o, later bekend als keizer Monmu. Keizer Okanomiyagyou werd zijn postume naam.
Na haar troonafstand tot haar dood in 703 bleef Jitō actief als regentes van keizer Monmu. Gedurende deze tijd verbleef zij in Japan's eerste permanente hoofdstad Fujiwara. Ze stierf op de 22ste dag van de 12e maand in het 2e jaar van Taihō (13 januari 703), op 58-jarige leeftijd. 
Ze was een dochter van keizer Tenji en getrouwd met keizer Tenmu, die tevens haar oom was, en die ze opvolgde. Ze was de vierde vrouwelijke keizer van Japan.

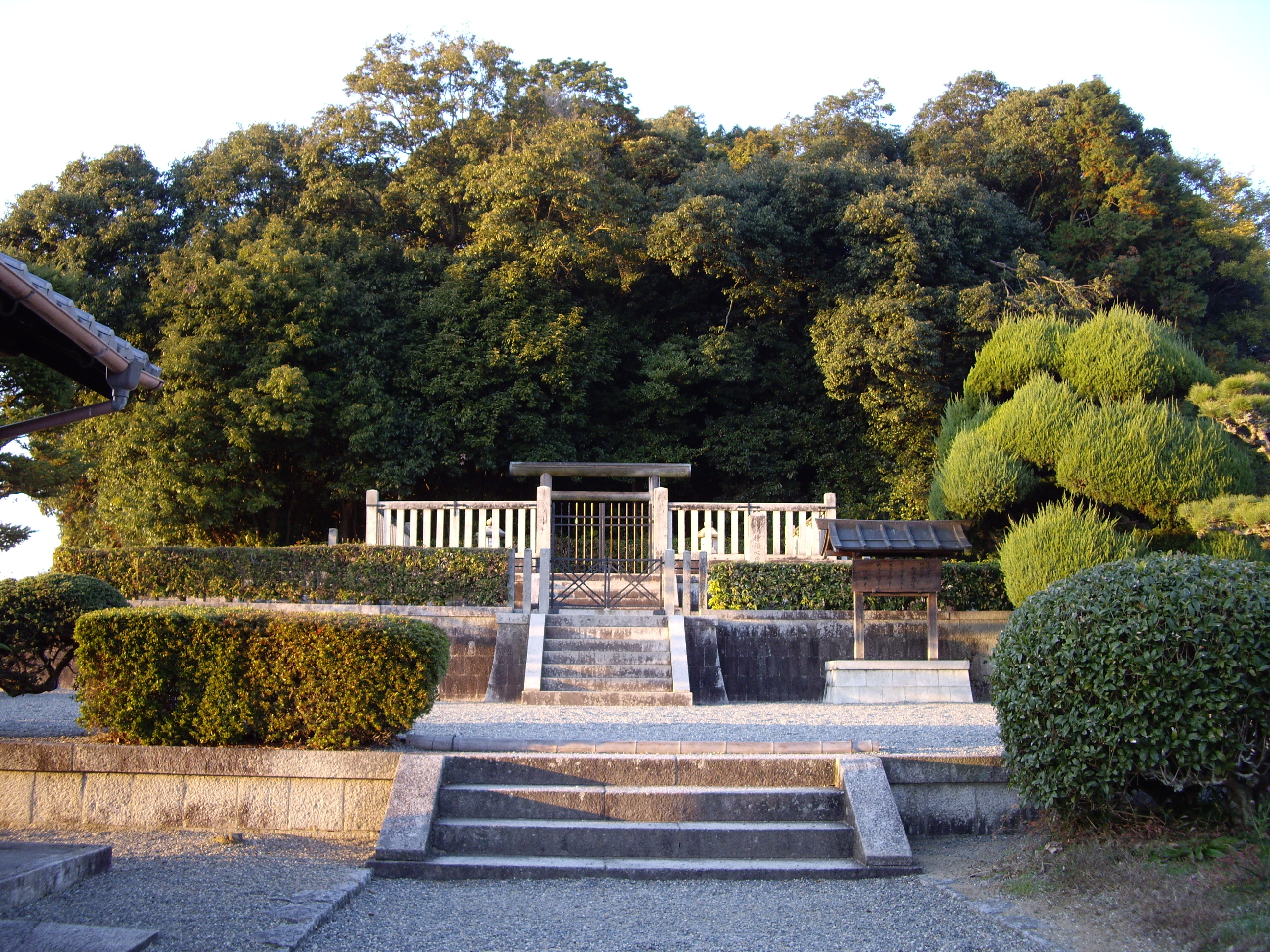
Graftombe van Tenmu en Jito in Nara, Japan

Jitō's belangrijkste wapenfeit was het Taihōwetboek uit 702. Dit was een wetboek naar Chinees model, en vormt de basis van het ritsuryo-systeem. Ook betrok zij de eerste echte hoofdstad van Japan, Fujiwara.

### Daijō
Daijō Tennō was een benaming dat gebruikt werd voor een keizer die aftreedt ten voordele van een opvolger. Het wordt ook wel afgekort tot Jōkō. De daijō tennō bezat nog steeds enige macht nadat hij/zij was afgetreden. Keizerin Jitō was de allereerste daijō tennō, die zich na haar aftreding tot het boeddhisme bekeerde. In zo'n geval worden de heersers Daijō Hōō genoemd, letterlijk vertaald als 'eenzame keizer'.

## Poëzie
De Manyoshu zou een gedicht gevatten dat geschreven is door Jitō
Na de dood van Keizer Tenmu
Oh, the autumn foliage
Of the hill of Kamioka!
My good Lord and Sovereign
Would see it in the evening
And ask of it in the morning.
On that very hill from afar
I gaze, wondering
If he sees it to-day,
Or asks of it to-morrow.
Sadness I feel at eve,
And heart-rending grief at morn –
The sleeves of my coarse-cloth robe
Are never for a moment dry.
Dit gedicht van Jitō werd geselecteerd voor het beroemde bloemlezing Ogura Hyakunin Isshu (小倉百人一首)
The spring has passed
And the summer come again
For the silk-white robes
So they say, are spread to dry
On the Mount of Heaven's perfume
* Regent Jingu staat niet op de traditionele lijst.